# Simulium anamariae
Simulium anamariae es una especie de insecto del género Simulium, familia Simuliidae, orden Diptera.
Fue descrita científicamente por Vulcano en 1962.